# ميخائيل كو
ميخائيل كو (بالإنجليزية: Michael Coe)‏ هو لاعب كرة القدم الكندية أمريكي، ولد في 17 ديسمبر 1983 في لويفيل في الولايات المتحدة.

## وصلات خارجية
- ميخائيل كو على موقع مرجع كرة القدم المحترفة.كوم (الإنجليزية)